# Hana Mareghni
Hana Mareghni (ar. هناء ميرغني;ur. 4 maja 1989) – tunezyjska judoczka. Olimpijka z Londynu 2012, gdzie zajęła dziewiąte miejsce w wadze półciężkiej.
Startowała w Pucharze Świata w latach 2009-2012. Mistrzyni igrzysk afrykańskich w 2011, a także igrzysk panarabskich w 2011. Trzecia na igrzyskach frankofońskich w 2009. Pięćiokrotna medalistka mistrzostw Afryki w latach 2005 - 2013.

## Letnie Igrzyska Olimpijskie 2012
| Konkurencja | Eliminacje           | Klas. końcowa |
| Konkurencja | Przeciwnik I         | Miejsce       |
| ----------- | -------------------- | ------------- |
| 78 kg       | Mayra Aguiar (BRA) P | 9.            |